# Stephen McGlede
Stephen John McGlede (ur. 13 kwietnia 1969 w Sydney) – australijski kolarz torowy i szosowy, dwukrotny medalista olimpijski i czterokrotny medalista torowych mistrzostw świata.

## Kariera
Pierwszy sukces w karierze Stephen McGlede osiągnął w 1988 roku, kiedy wspólnie z Brettem Duttonem, Wayne’em McCarneyem, Deanem Woodsem i Scottem McGrorym zdobył brązowy medal w drużynowym wyścigu na dochodzenie na igrzyskach olimpijskich w Seulu. Cztery lata później, podczas igrzysk w Barcelonie Australijczycy w składzie: Brett Aitken, Stephen McGlede, Shaun O’Brien i Stuart O’Grady zdobyli w tej samej konkurencji srebrny medal. W międzyczasie Stephen zdobył brązowy medal w wyścigu na 10 mil podczas igrzysk Wspólnoty Narodów w Auckland. Na mistrzostwach świata w Maebashi w 1990 roku był najlepszy w wyścigu punktowym amatorów, a wraz z kolegami zdobył brązowy medal w drużynowym wyścigu na dochodzenie. Ponadto na rozgrywanych w 1991 roku mistrzostwach w Stuttgarcie drużynowo ponownie był trzeci, a w wyścigu punktowym zajął drugie miejsce, ulegając jedynie Szwajcarowi Bruno Risiemu.